# Cantone di Grigny
Il Cantone di Grigny era una divisione amministrativa dell'arrondissement di Évry.
A seguito della riforma approvata con decreto del 24 febbraio 2014, che ha avuto attuazione dopo le elezioni dipartimentali del 2015, è stato soppresso.

## Composizione
Comprendeva il solo comune di Grigny.